# مانوج كومار (سياسي)
مانوج كومار (بالهندية: मनोज कुमार)‏ (بالإنجليزية: Manoj Kumar)‏ هو سياسي هندي، ولد في 15 يونيو 1964 ببالامو في الهند. حزبياً، نشط في Rashtriya Janata Dal ‏. وقد انتخب عضو لوك سابها ‏.